# Flugplatz Völkleshofen-Lichtenberg

i7
i11
i13
Der Flugplatz Völkleshofen-Lichtenberg (in der luftrechtlichen Genehmigung auch als Flugplatz Völkleshofen bezeichnet, ICAO-Code: EDSX) ist ein Sonderlandeplatz im Gebiet der Gemeinde Aspach in Baden-Württemberg. Er wird durch die Segelfliegergemeinschaft Backnang e. V. betrieben.

## Lage
Der Flugplatz liegt etwa 9 km nordwestlich von Backnang im Rems-Murr-Kreis. Naturräumlich liegt er in der Nähe der Burg Lichtenberg am Rande der Löwensteiner Berge.

## Flugbetrieb
Der Flugplatz hat keine Betriebspflicht. Flüge von nicht am Platz ansässigen Luftfahrzeugen bedürfen der vorherigen Genehmigung des Betreibers (PPR). Der Flugplatz ist zugelassen für Flugzeuge mit Verbrennungsmotor bis 1200 kg höchstzulässiger Abflugmasse, Flugzeuge mit Elektromotorantrieb bis maximal Luftfahrzeugklasse G, Segelflugzeuge, Motorsegler, Luftsportgeräte außer Fallschirme und Gyrocopter, sowie Freiballone. Er verfügt über eine 881 m lange und 30 m breite Start- und Landebahn aus Gras (Richtung 07/25) sowie über eine separate, westlich davon gelegene, 250 m lange und 30 m breite Landebahn für Segelflugzeuge aus Gras (Richtung 07). Segelflugzeuge starten per Windenstart oder Flugzeugschlepp.

## Geschichte
Die Segelfliegergemeinschaft Backnang e. V. wurde 1933 gegründet. Der Flugplatz wurde ursprünglich als Segelfluggelände genehmigt. Die letzte Genehmigung als Segelfluggelände erfolgte am 1. Juli 2016. Das Segelfluggelände wurde am 13. Dezember 2023 zum Sonderlandeplatz umgewidmet.